# Největší dinosauří záhady
Největší dinosauří záhady je populárně naučná kniha, zabývající se především interpretací a vysvělením dosud nejasných nebo nedostatečně pochopených aspektů života těchto pravěkých obratlovců. Autorem knihy je popularizátor paleontologie a spisovatel Vladimír Socha. Tvůrcem ilustrací je jeho dlouholetý spolupracovník, slovenský výtvarník Vladimír Rimbala.

## Obsah

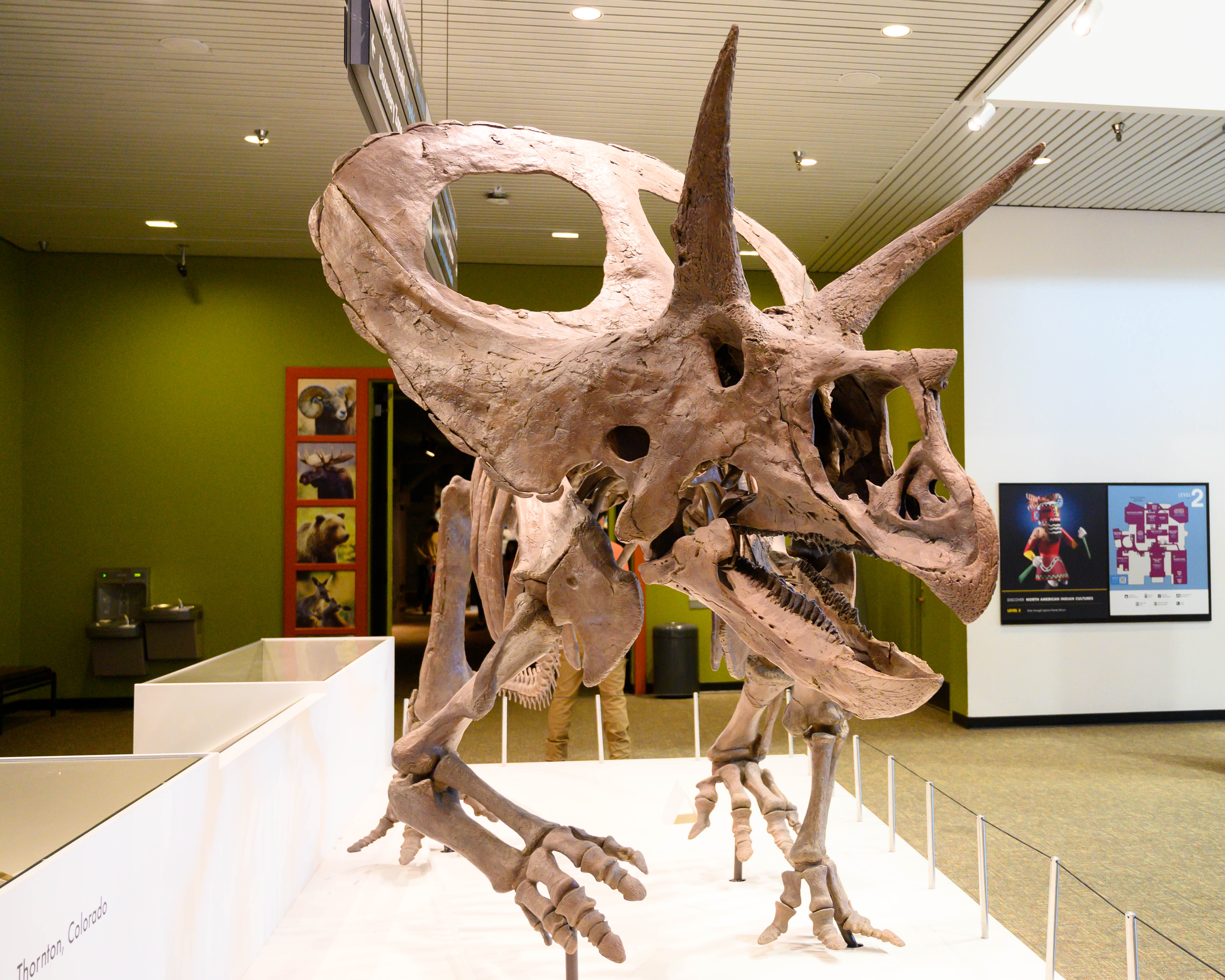
V knize se objevuje také rohatý dinosaurus rodu Torosaurus.

Text knihy je rozdělen do několika kapitol a věnuje se různým sporným nebo málo známým aspektům života dinosaurů. Na stránkách knihy se objevuje množství různých druhů dinosaurů, ale také jejich současníků - pterosaurů, ichtyosaurů, mosasaurů, plesiosaurů a dalších většinou druhohorních organismů. Pojednány jsou například i možnosti klonování dinosaurů, jejich metabolismus a tělesná teplota, rychlost pohybu, podoba jejich genomu a mnoho dalších aspektů anatomických, fyziologických nebo evolučních. Text knihy je obecně srozumitelný i pro čtenáře, kteří nejsou s problematikou blíže seznámeni.